# Villa Isabela (ort)
Villa Isabela är en ort i Dominikanska republiken.   Den ligger i kommunen Villa Isabela och provinsen Puerto Plata, i den norra delen av landet, 180 km nordväst om huvudstaden Santo Domingo. Villa Isabela ligger 45 meter över havet och antalet invånare är 3 887.
Terrängen runt Villa Isabela är platt norrut, men söderut är den kuperad. Runt Villa Isabela är det ganska tätbefolkat, med 179 invånare per kvadratkilometer. Närmaste större samhälle är Cerro de Navas, 7,6 km öster om Villa Isabela. Omgivningarna runt Villa Isabela är en mosaik av jordbruksmark och naturlig växtlighet.